# Lasse Degn
Lasse Degn (født 7. oktober 1977) er en dansk tidligere ishockeyspiller, der spillede positionen center. Før sæsonen 2009/2010 skrev han kontrakt med Rødovre Mighty Bulls fra den bedste danske liga.
Lasse Degn startede karrieren sammen med lillebroderen Kasper Degn i Herning Blue Fox, hvor brødrene spillede fra 1994 til 2003 (Kasper fortsatte dog en enkelt sæson mere). Herefter skiftede landsholdscenteren til Hvidovre Isbjørnen, inden han to sæsoner senere genforenedes med broderen i Rungsted Cobras. Her blev det blot til en enkelt sæson, inden han prøvede lykken i Malmø redhawks. Her blev det dog kun til en halv sæson, før Degn måtte skifte hjem til moderklubben Herning. Efter sæsonen vendte han tilbage til Cobras, hvor han spillede indtil klubben gik konkurs i 2009. Imens klubben stadig var i betalingsstandsning efter sæsonen valgte Degn at skifte til lokalrivalerne fra Rødovre, hvor han blev præsenteret sammen med forwarden Ronni Thomassen, der dog forlod klubben igen kort efter.